# Paulo Mendes da Rocha
Paulo Archias Mendes da Rocha (Vitória, 25 ottobre 1928 – San Paolo, 23 maggio 2021) è stato un architetto e urbanista brasiliano.
Fa parte della classe di architetti modernisti capitanata da João Batista Vilanova Artigas. Nell'ultimo decennio, ha assunto una posizione di spicco nell'architettura brasiliana contemporanea ed è stato onorato nell'anno 2006 con il Premio Pritzker, importante riconoscimento internazionale.
È autore di progetti polemici e che costantemente dividono la critica specialistica, come quello del museo brasiliano di scultura e del portico nella Praça do Patriarca, entrambi nella città di San Paolo. In questa città l'architetto ha trascorso gran parte della sua vita.

## Biografia
Paulo Mendes de Rocha si formò nella Facoltà di Architettura e Urbanistica Mackenzie di San Paolo nel 1954. In quel periodo la facoltà era legata ad un modello storicista dell'architettura e Mendes da Rocha divenne parte di un gruppo di alunni interessati all'architettura moderna, come Jorge Wilheim e Carlos Millan.
L'architettura proposta da Vilanova Artigas lo influenza fin dal suo primo grande progetto, la palestra del Club Athletico Paulistano. Già nella sua prima opera, Paulo fa uso del calcestruzzo armato, di grandi spazi aperti e strutture razionali, tra gli elementi che caratterizzeranno la scuola paulista sopracitata.
Passa a dare lezioni alla Facoltà di Architettura e Urbanistica dell'università di San Paolo nel 1961, nel mezzo di un intenso dibattito sociale promosso da professori e alunni. In questo momento si discute il ruolo sociale dell'architetto, che non vede di buon occhio il governo militare instauratosi nel paese nel 1964. A partire dal 1969, è proibito fare lezione. Ritorna alla facoltà solo nel 1980, insieme con altri professori licenziati, tra i quali Vilanova Artigas.
Nel 1998 Paulo Mendes torna ad essere professore ordinario di progettazione architettonica in quella scuola.
Da allora riceve una serie di premi internazionali per la sua opera, portata a termine in varie parti del mondo; tra essi spiccano il Premio Mies van der Rohe per l'America Latina per il progetto di ristrutturazione della Pinacoteca dello Stato di San Paolo (2001) e il Premio Pritzker (2006).

## Opera architettonica

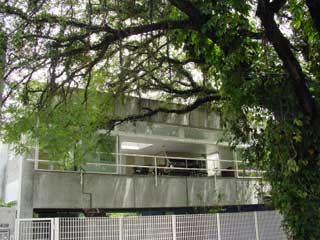
Facciata della casa Gerassi costruita da Paulo Mendes da Rocha a San Paolo.

L'architettura di Paulo Mendes da Rocha è normalmente considerata come un esempio paradigmatico del pensiero estetico caratterizzante quella che è chiamata la scuola paulista dell'architettura brasiliana, una linea che fu iniziata dalla figura di João Batista Vilanova Artigas e rimase abbastanza diffusa nella facoltà di Architettura e Urbanistica dell'Università di São Paulo, scuola nella quale Mendes da Rocha è stato professore. La Scuola Paulista, nonostante sia criticata negli ultimi decenni per il suo alto costo sociale ed economico, si preoccupava essenzialmente di promuovere un'architettura "chiara, pulita, e socialmente responsabile", e presentava soluzioni formali che si pensava avrebbero permesso un immediato apprendimento, da parte degli utenti dell'architettura, degli ideali di economia e sintesi spaziale esposti nei suoi elementi formali, all'interno di un raziocinio che, per convenzione, venne chiamato di verità strutturale dell'architettura. In più, essa caratterizza il movimento verso soluzioni formali che forniscano una rappresentazione di un progetto di città o di un progetto utopico nella realtà interna dell'edificio.
Nell'opera di Paulo Mendes da Rocha alcuni di questi elementi appaiono riuniti secondo un chiaro intento spaziale, evidenziato dalle scuole di progetto architettonico. È un'opera nella quale traspare una preoccupazione verso un'architettura che sintetizzi se stessa e si esprima con dettagli costruttivi rigorosamente studiati (Ludwig Mies van der Rohe), o tramite il cemento, apparente alleato dei grandi spazi, nei quali la relazione individuo-spazio è ora intima e monumentale (Vilanova Artigas), o con un'architettura formalista, procurando che si noti la funzionalità (Le Corbusier - International Style), in cerca di spazi che si suppone incentivino la convivenza umana, all'interno di un progetto di città e di società (Rino Levi, Artigas, Alvar Aalto, etc).
Il gesto architettonico promosso da Paulo Mendes da Rocha, consta di intenti progettuali che esprimono una data visione del mondo o un certo stile, che si propone un "projeto de humanidade", e che evolve mano a mano che la sua carriera progredisce. Questo ideale non si riassume nella sua opera, ma è espresso genericamente in tutta l'architettura paulista. Le opere di Paulo Mendes finiscono per caratterizzarsi per un'attitudine rigida, ben posizionata sul territorio: l'architetto pensa che il dominio del luogo, sia mediante l'alterazione della topografia, sia con una completa ridefinizione di se stesso per un'azione dei flussi di circolazione nei dintorni, è un elemento fondamentale nell'espressione del dominio e dell'integrazione degli uomini con la natura. Secondo le sue parole, la prima e primordiale architettura è la geografia.
Le sue opere, a detta di alcuni, sono caratterizzate da un "raziocinio di portici e piani". Di fatto, in vari dei suoi progetti, la piena configurazione spaziale si dà tramite un rapido gioco strutturale, promosso dal dominio compositivo di elementi costruttivi tradizionali (pilastri e travi, così come pareti semplici). I progetti nei quali più si nota questa caratteristica sono quelli del museo brasiliano di scultura e di alcune residenze.

### Cronologia delle opere

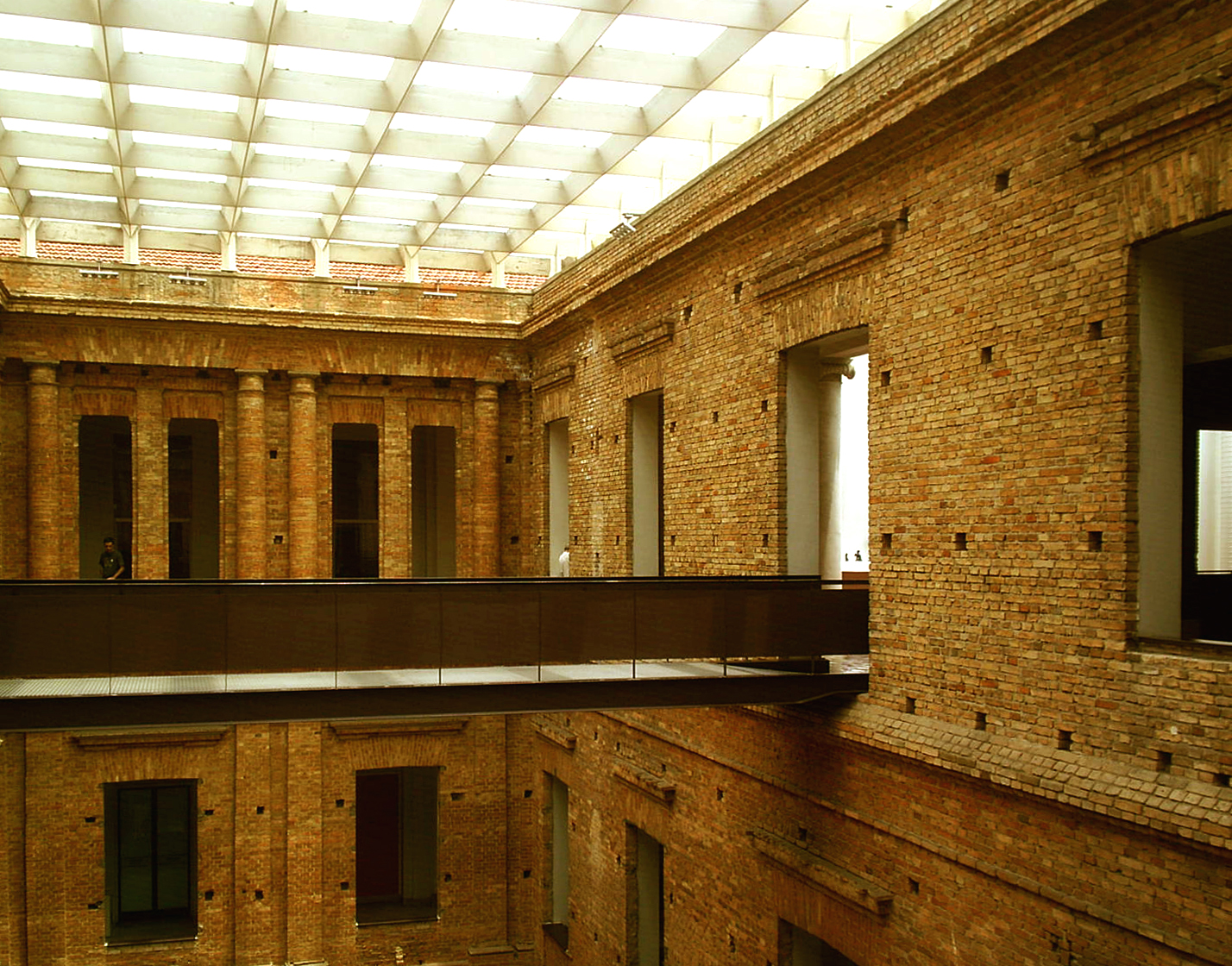
Un intervento architettonico nella pinacoteca dello stato di San Paolo che valse a Mendes da Rocha il premio Mies Van der Rohe per l'America Latina

- 1957 - Palestra del Clube Atlético Paulistano, San Paolo
- 1964 - Casa Paulo Mendes da Rocha, San Paolo
- 1967 - Casa Masetti, San Paolo
- 1970 - Casa Millan, San Paolo
- 1972 - Casa King, San Paolo
- 1969/1970 - Padiglione brasiliano della Fiera Internazionale di Osaka, Giappone, assieme a Flávio Motta, Júlio Kaminsky, Marcelo Nitsche, Carmela Gross, Ruy Othake e Jorge Caron, demolito.
- 1973 - Stadio Serra Dourada a Goiânia
- 1975 - Museo di Arte Contemporanea USP (con Jorge Wilheim), San Paolo, non costruito
- 1986/1995 - Museo Brasiliano di Scultura (MUBE), San Paolo
- 1989 - Museo d'Arte di Campinas
- 1989/1990 - Casa Gerassi, San Paolo
- 1998 - Proposta per la Baia di Montevideo, Uruguay
- 1992/2000 - Praça do Patriarca, San Paolo
- 1993/1998 - Pinacoteca do Estado, San Paolo
- 2007 - Progetto per il Campus Universitario di Cagliari.